# Парк відпочинку (Нові Санжари)
Парк відпочинку (раніше — Парк Перемоги) — ботанічна пам'ятка природи місцевого значення в Україні. Розташована в смт Нові Санжари Полтавського району Полтавської області на березі річки Ворскла.
Площа — 3,4 га. Статус присвоєно згідно з рішенням Полтавського облвиконкому від 22.07.1969 року № 329.
Охороняється паркове насадження регулярного типу, де зростають середньовікові дуби, липи, клени.
Парк був закладений у 1870—1880 роках, тут розміщувалась літня дерев'яна садиба та конюшня адвоката із Петербурга Перцовича. У той час парк був прикрашений мармуровими скульптурами, художніми вазами та квітниками, а поливна система з мармуру дозволила виростити цінні декоративні рослини. Після жовтневого перевороту скульптури були вивезені а садиба зруйнована. Пізніше у реконструйованому приміщенні розмістили будинок культури селища. За час існування парку видова різноманітність деревних порід постійно змінювалася.
Сучасний видовий склад дендрофлори парку налічує понад 20 видів деревних рослин. Основу насаджень формують аборигенні види (дуб звичайний, клен звичайний, явір, осика, липа дрібнолиста, ясен звичайний, в'яз шорсткий, та інтродуковані (береза повисла, гіркокаштан звичайний, робінія звичайна, тополя чорна, клен польовий). Також зростає два види хвойних: сосна звичайна та ялина європейська. Вік окремих дубів та в'язів становить більше 90 років. У трав'яному покриві зростають фіалка запашна, проліски дволисті, пшінка весняна, медунка темна, ряст порожнистий, гравілат міський, глуха кропива біла.
У парку знаходиться погруддя Т. Г. Шевченка, пам'ятник воїнам-інтернаціоналістам, дитячий майданчик і площа, де проводяться міські заходи дозвілля.

## Галерея

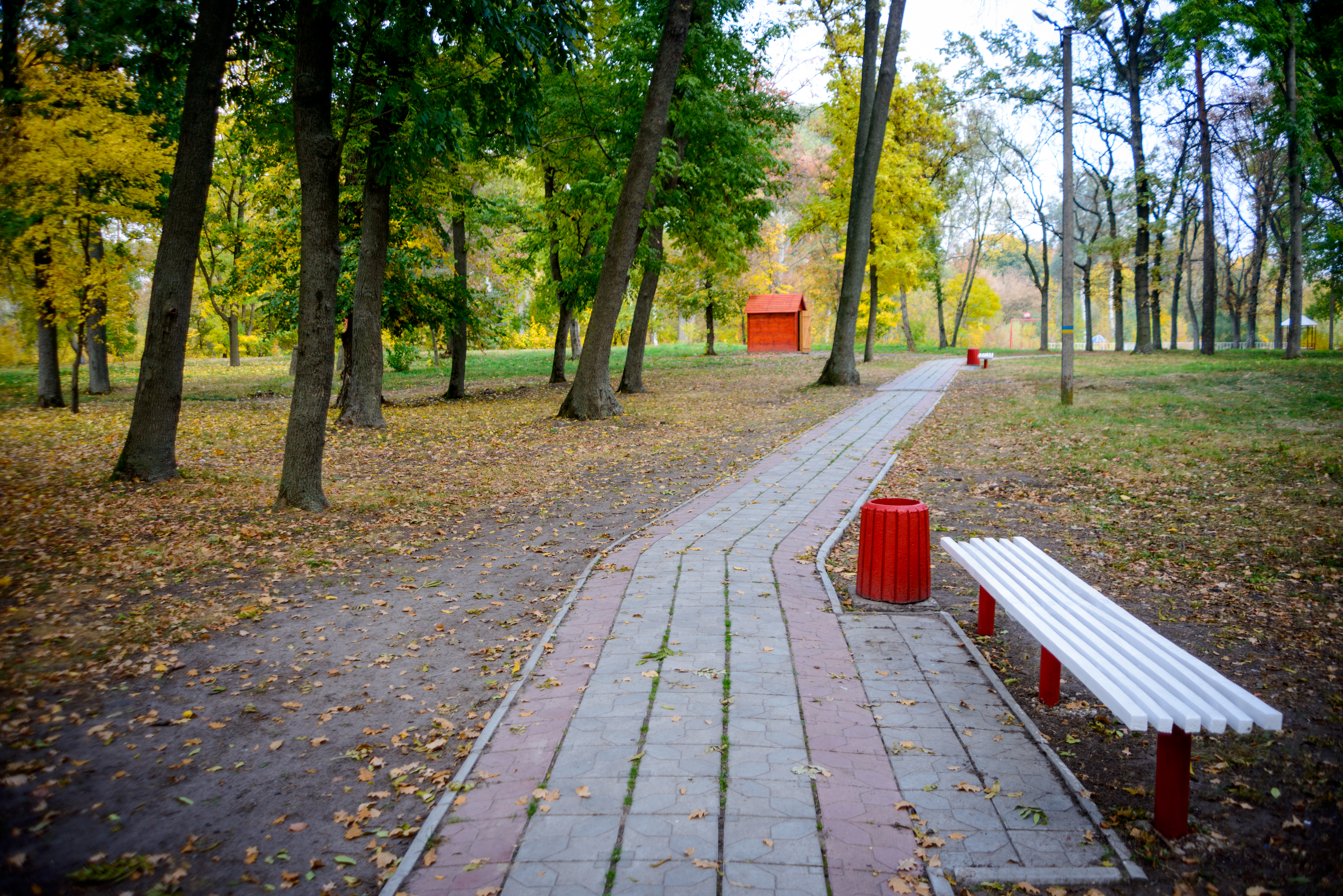
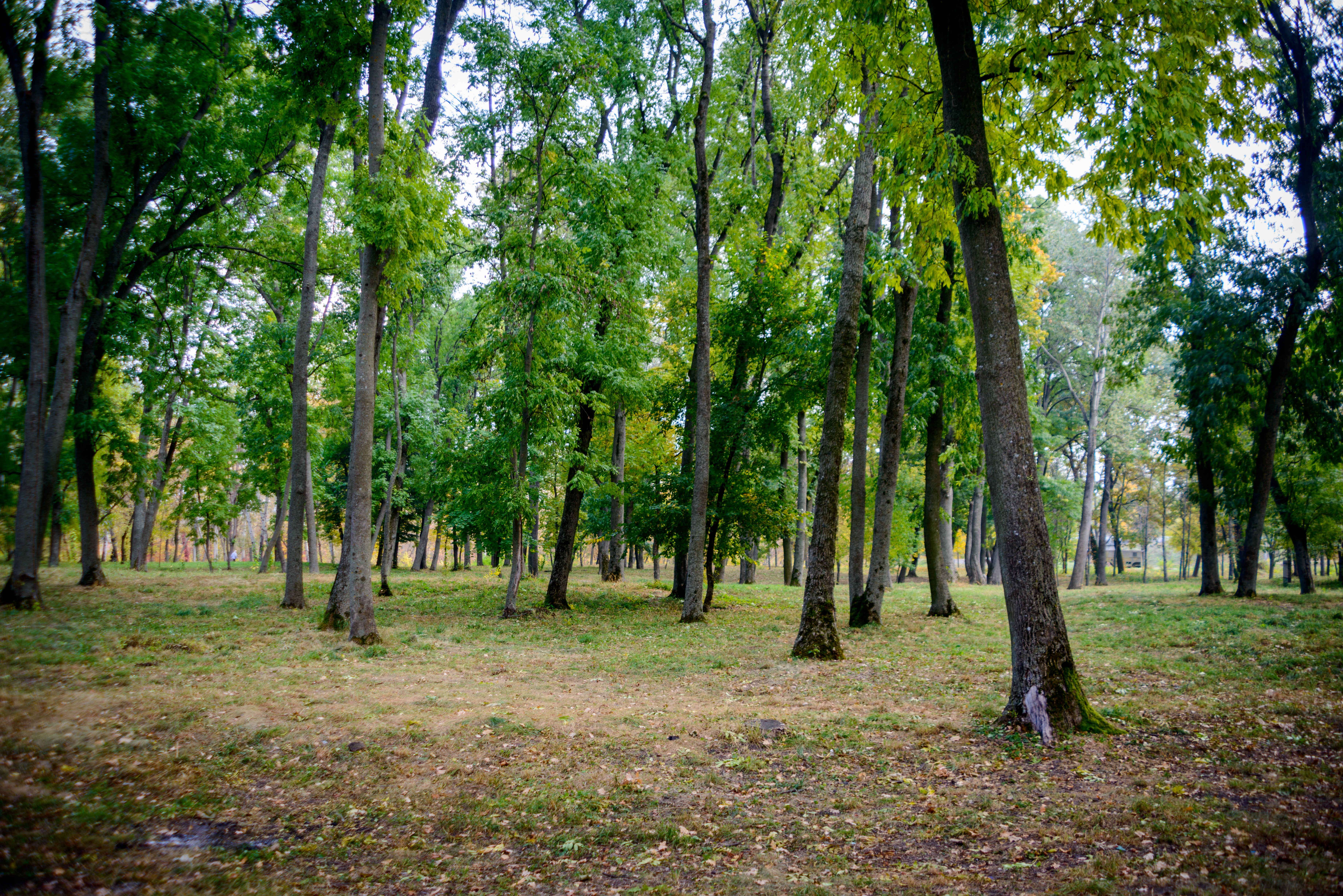
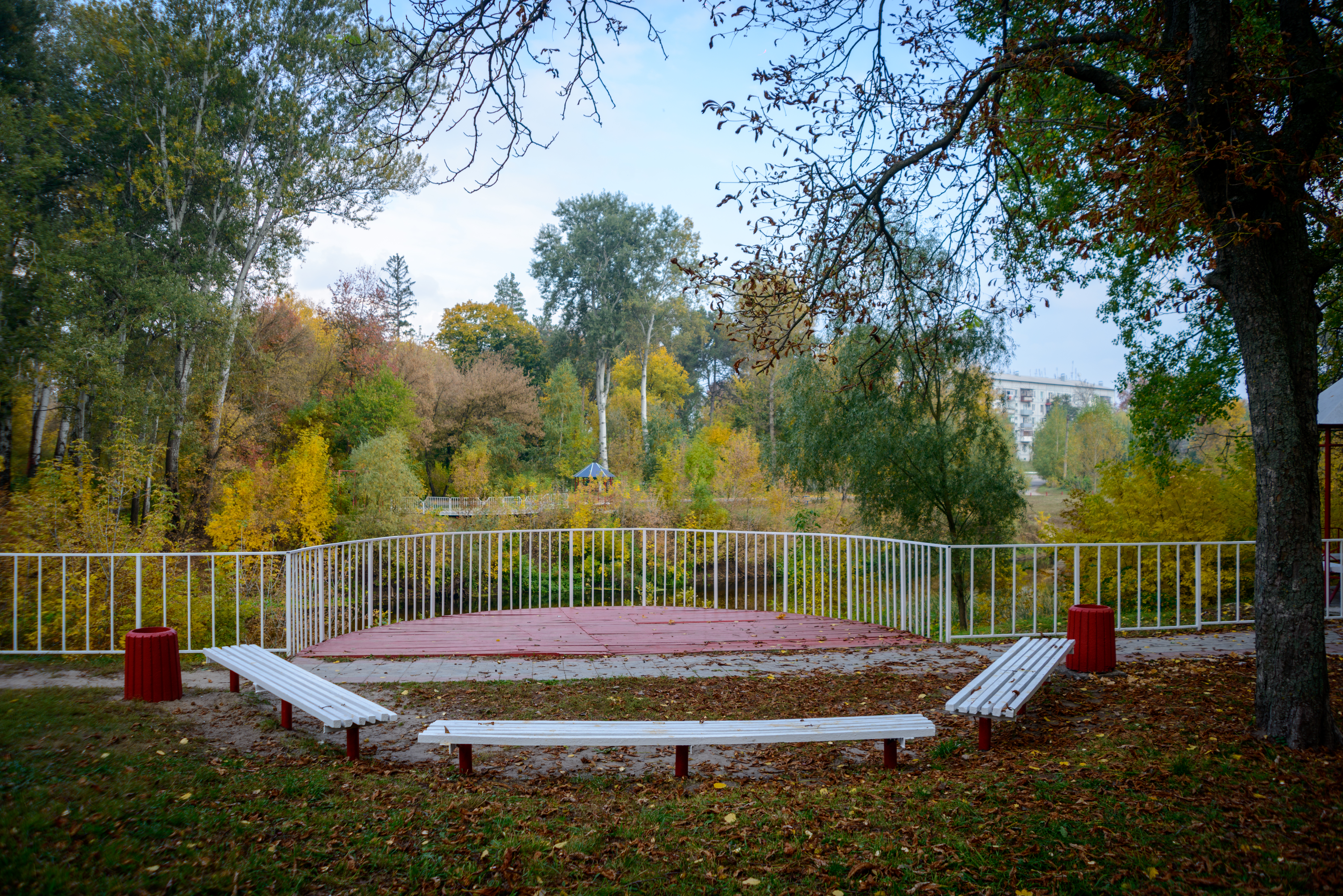
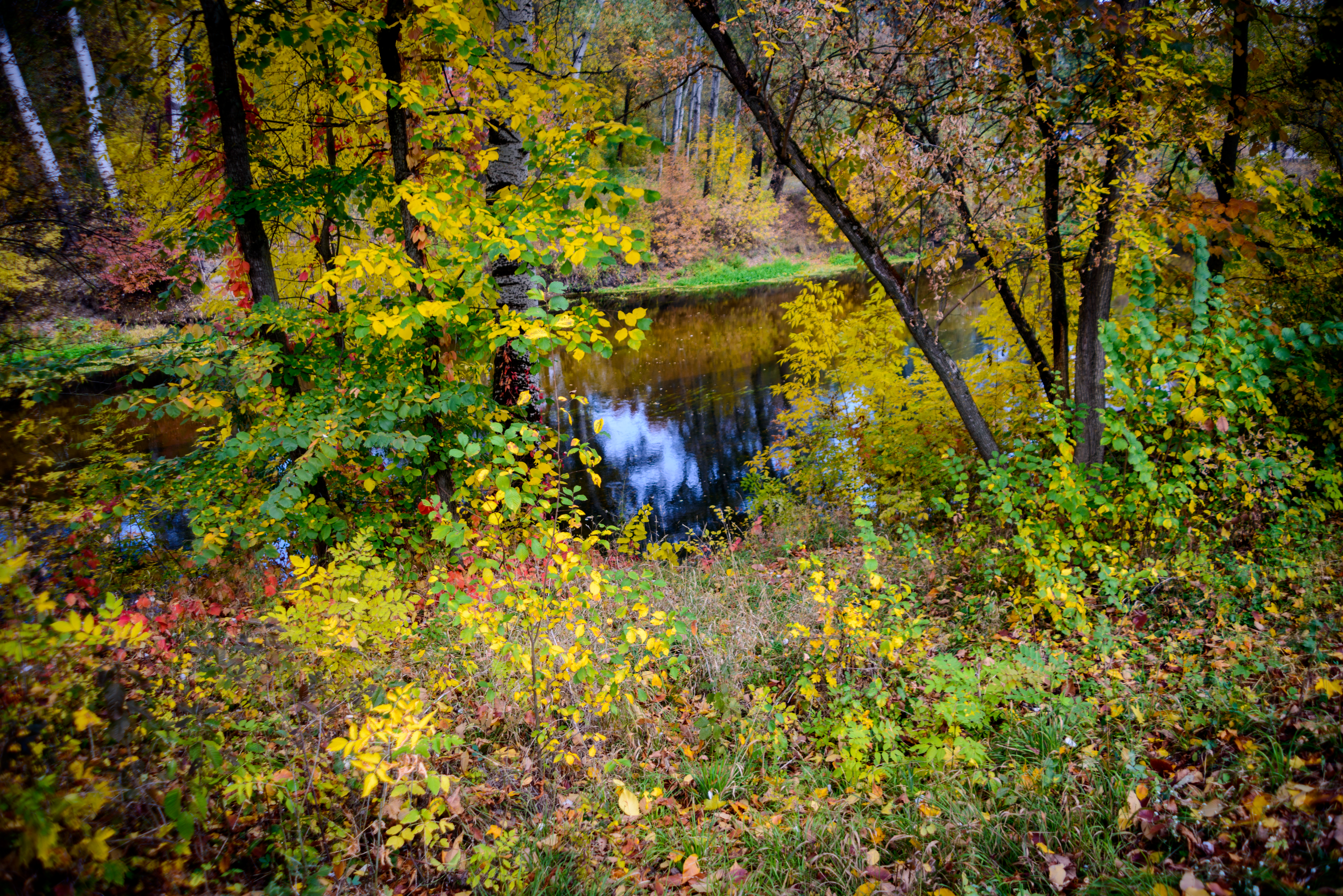
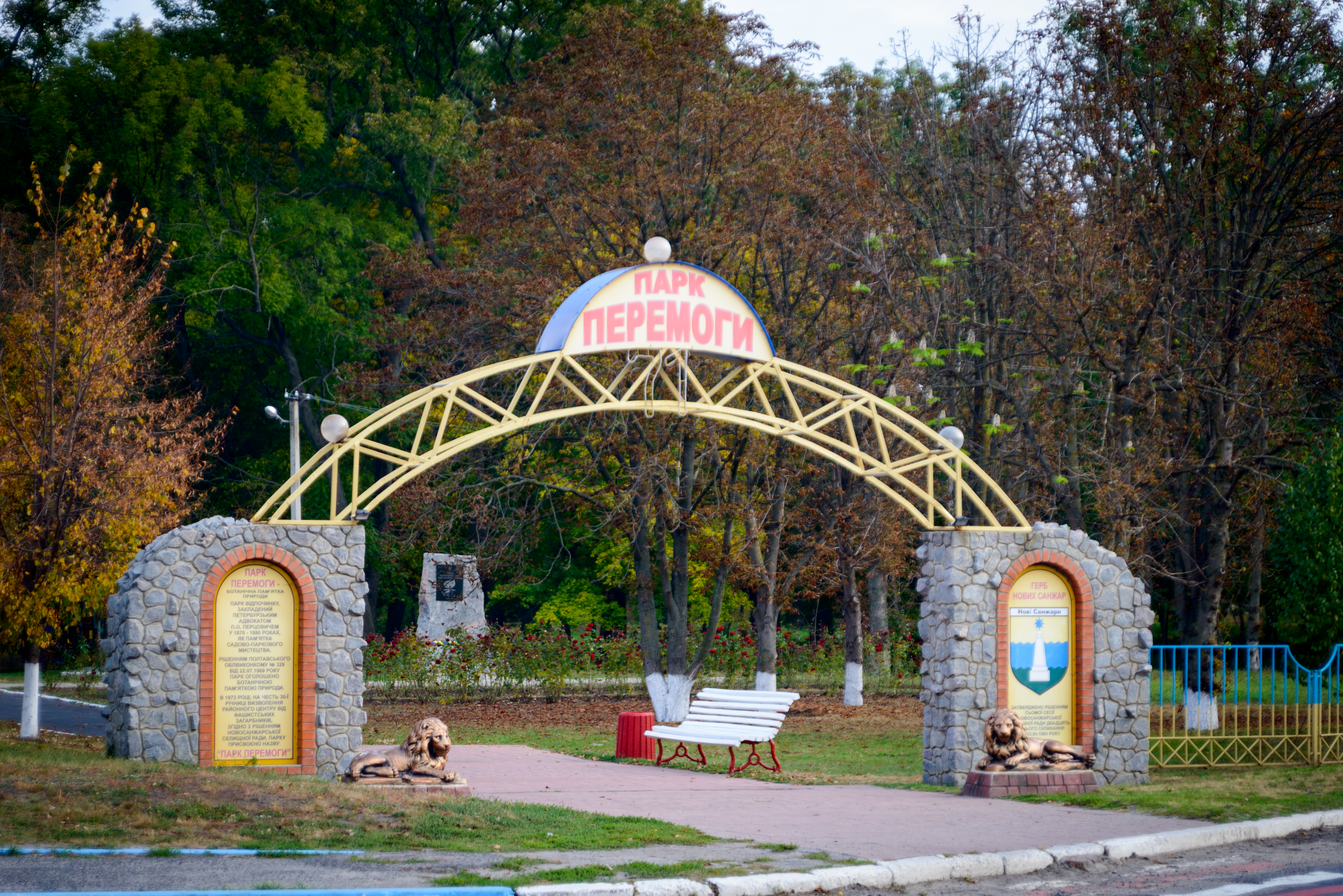
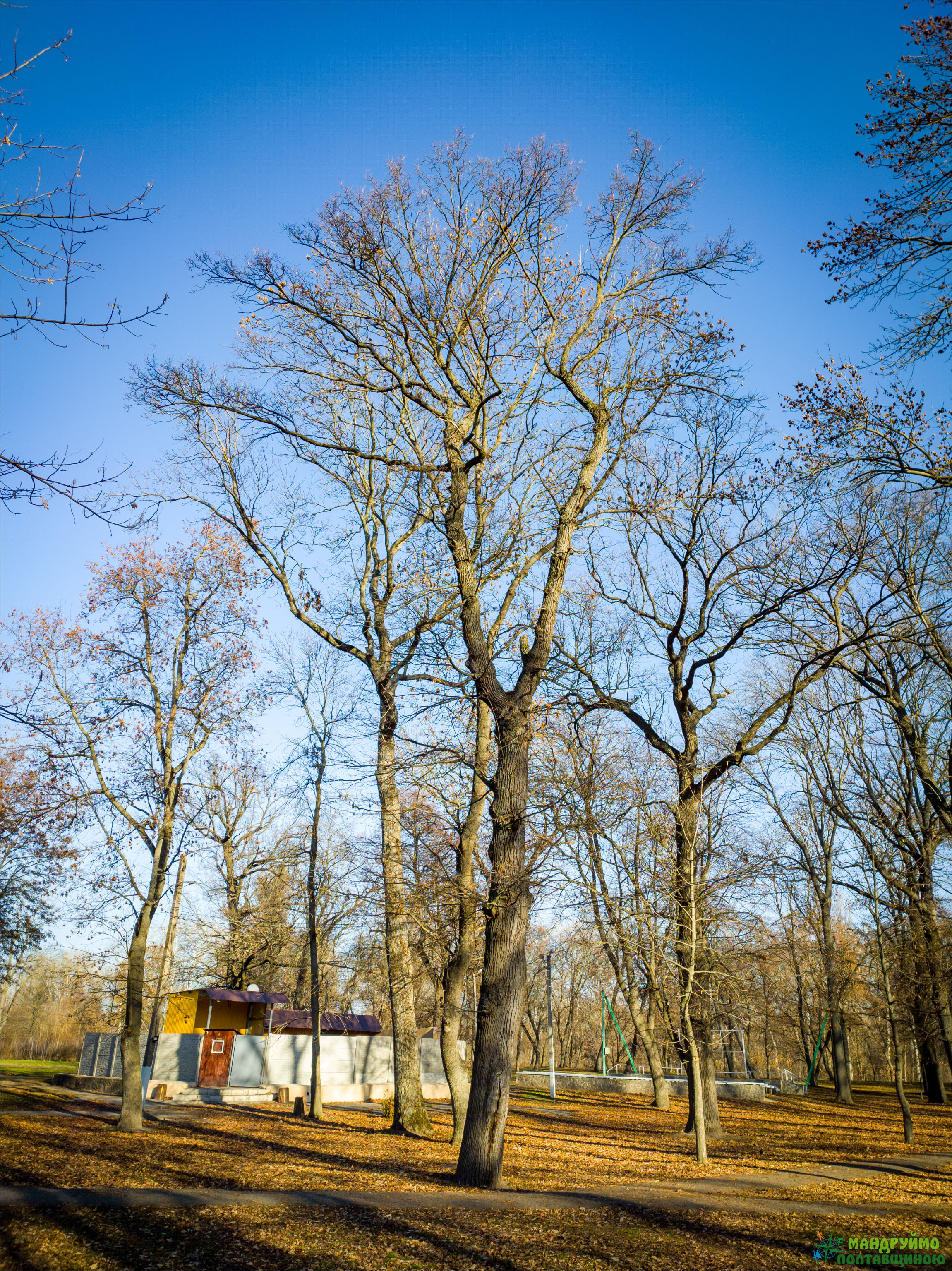
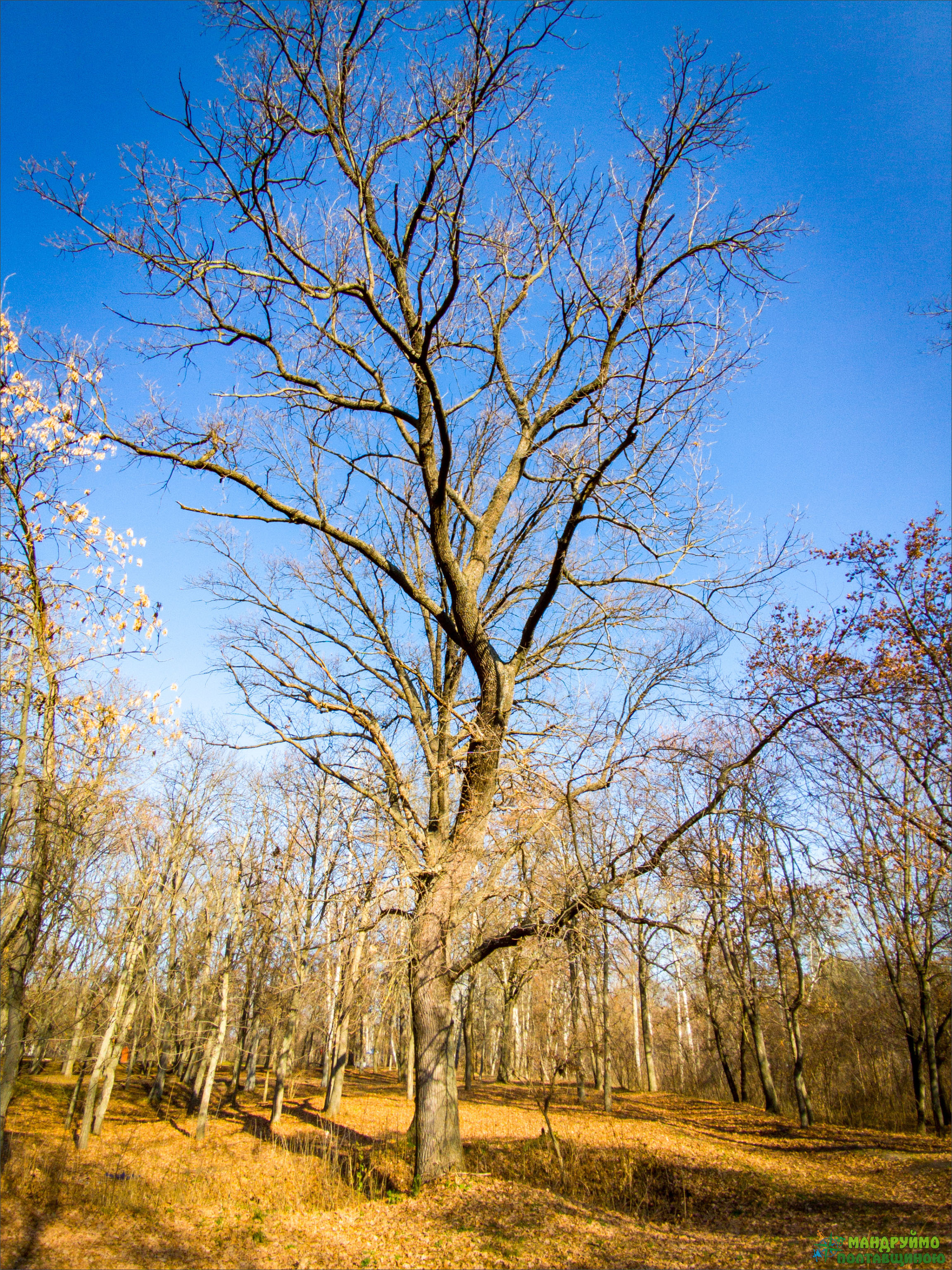
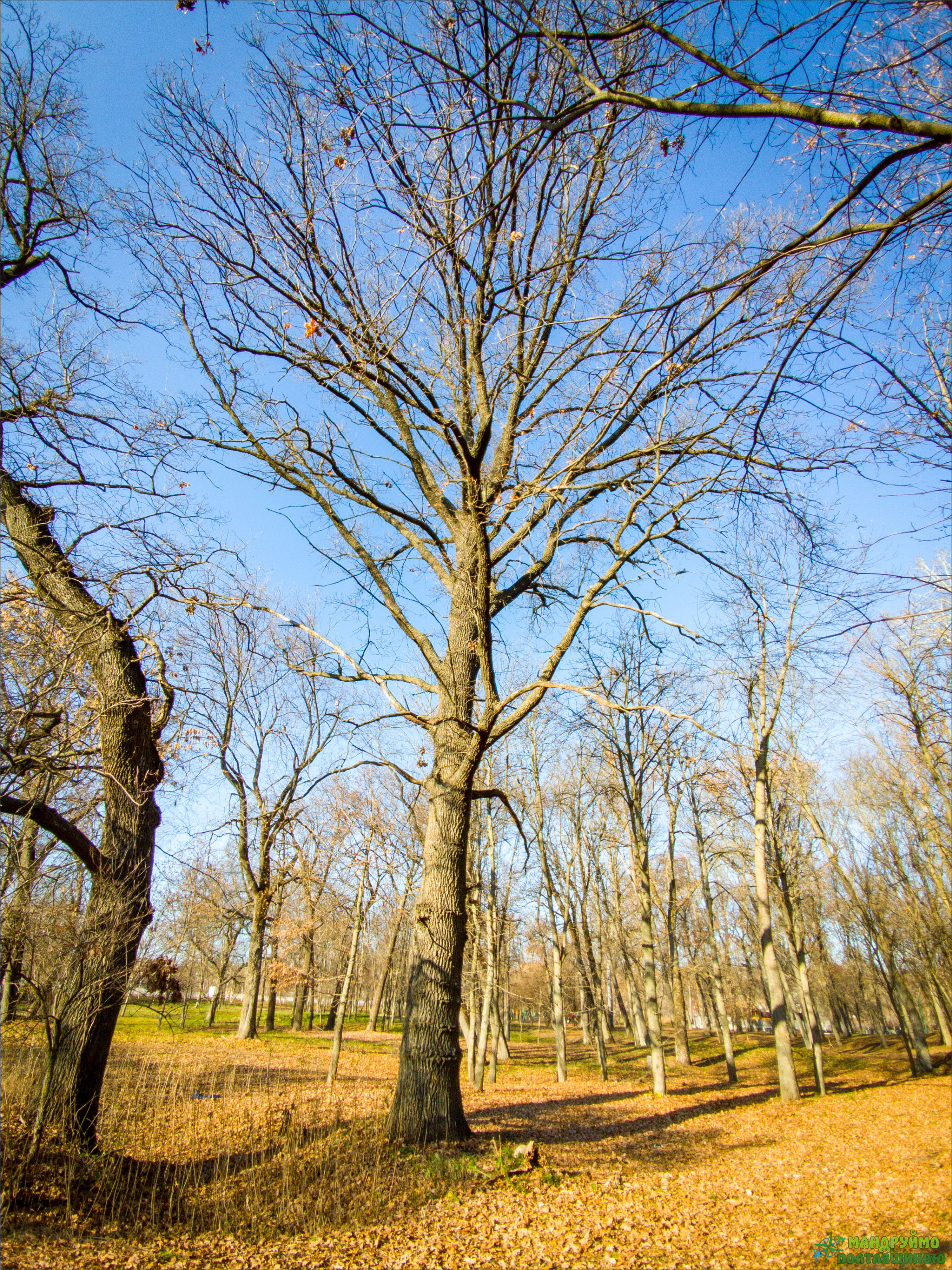
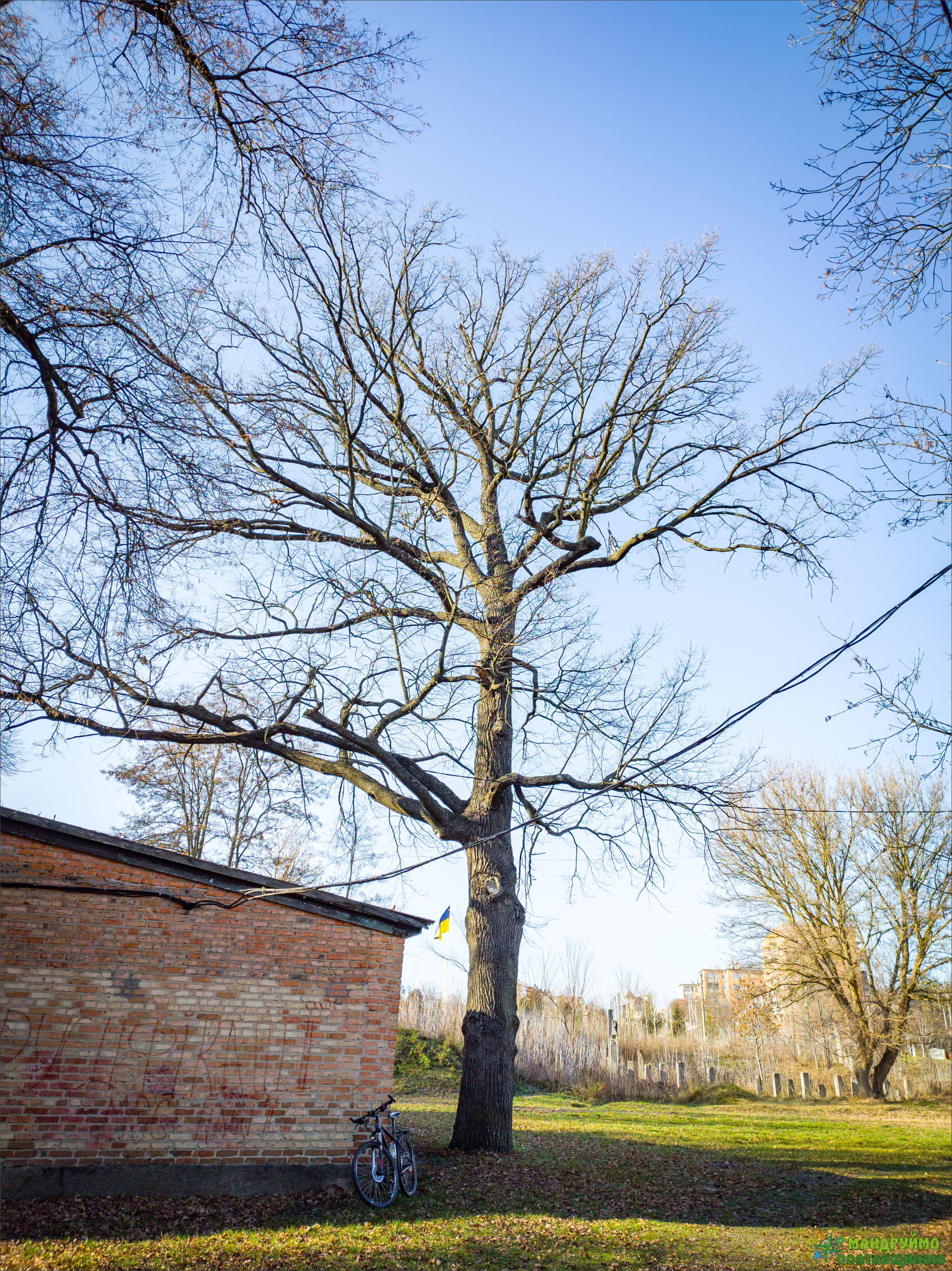